# Mithril
Mithril é um metal fictício encontrado nos escritos de J. R. R. Tolkien, que está presente em sua Terra-média, e também aparece em muitas outras obras de fantasia. É descrito como semelhante à prata, mas sendo mais forte e mais leve que o aço. O autor escreveu sobre isso pela primeira vez em O Senhor dos Anéis, e foi mencionado retrospectivamente na terceira edição revisada de O Hobbit em 1966. Na primeira edição de 1937, a camisa de malha dada a Bilbo Bolseiro é descrita como sendo feita de "aço prateado". 
O nome mithril vem de duas palavras na língua sindarin de Tolkien - mith, que significa "cinza", e ril que significa "brilho". 

## Tolkien

### Propriedades
Em O Hobbit, Thorin Escudo de Carvalho descreveu alguns tesouros dos Anões como "casacos de malha dourada, prateada e impenetrável" e "um casaco de anéis ligados por anões, como nunca havia sido feito antes, pois era feito de prata pura com o triplo poder e resistência do aço."  Um pouco mais tarde, o narrador descreve "uma pequena cota de malha, forjada para um jovem príncipe elfo há muito tempo. Era de aço prateado que os elfos chamam de mithril". 
Em A Sociedade do Anel, o mago Gandalf explicou o mithril para o resto da Sociedade em Moria:

Mithril! Todos o desejavam. Ele pode ser martelado como cobre e polido como vidro; e os Anões podiam fazer dele um metal, leve e ainda assim mais duro que o aço temperado. Sua beleza era como a da prata comum, mas a beleza do mithril não se abatia ou diminuía. 

### Abundância
Na Terra-média de Tolkien, o mithril é extremamente raro no final da Terceira Era, pois agora era encontrado apenas em Khazad-dûm. Uma vez que o Balrog destruiu Khazad-dûm, o reino dos Anões em Moria, a única fonte de novo minério de mithril foi cortada. Antes de Moria ser abandonada pelos anões, enquanto ainda estava sendo minerada ativamente, o mithril valia dez vezes seu peso em ouro.  Depois que os anões abandonaram Moria e a produção de novo mithril parou completamente, tornou-se inestimável.
Há indícios de que o mithril também foi encontrado em Númenor  e Aman. 

### O casaco de mithril
O item mais notável feito de mithril nas obras de Tolkien é a "pequena cota de malha" que Thorin Escudo de Carvalho deu a Bilbo Bolseiro depois de ter sido recuperada do tesouro de Smaug, o dragão.  Gandalf afirmou que o valor deste casaco de mithril era "maior que o valor de todo o Condado e tudo nele". 